# Bījāneh
Bījāneh (persiska: بیجانه) är en ort i Iran.   Den ligger i provinsen Kermanshah, i den västra delen av landet, 400 km väster om huvudstaden Teheran. Bījāneh ligger 1 309 meter över havet och antalet invånare är 670.
Terrängen runt Bījāneh är varierad. Runt Bījāneh är det ganska tätbefolkat, med 185 invånare per kvadratkilometer. Närmaste större samhälle är Kermānshāh, 6,9 km väster om Bījāneh. Trakten runt Bījāneh består till största delen av jordbruksmark.